# 米羅什尼基 (希沙基區)
49°44′48″N 33°53′49″E / 49.74667°N 33.89694°E
米羅什尼基（烏克蘭語：Мірошники），是烏克蘭中部的村莊，隸屬波爾塔瓦州的米爾霍羅德區。該村距離里米吉0.5公里，海拔高度137米，2001年該村落人口9。